# Hakor
Hakor (... – 380 a.C.) è stato un faraone della XXIX dinastia egizia.

## Biografia
Non è noto con quale legittimità Hakor (o Achoris, nella tradizione greco-latina) riuscì a deporre Psammuthis, il quale venne poi considerato un usurpatore e fatto quindi oggetto di damnatio memoriae attraverso il sistematico scalpellamento dei cartigli sui monumenti. Allo scopo di cancellare del tutto la memoria del suo predecessore, Hakor iniziò a datare il suo regno dalla morte di Neferite I del quale presumibilmente si considerava il legittimo continuatore.

Tale circostanza ha comportato una certa confusione nelle fonti storiche: gli epitomatori di Manetone, Sesto Africano ed Eusebio di Cesarea, infatti riportarono la sequenza: Neferite I → Hakor → Psammuthis (Africano tralascia l'effimero Muthis), mentre la Cronaca demotica più verosimilmente fornisce l'ordine: Neferite I → Muthis → Psammuthis → Hakor.
Quando Hakor giunse al potere nel 393 a.C. l'Egitto era già inserito nel complesso gioco diplomatico-bellico che vedeva coinvolte le polis greche (Atene e Sparta in primis), l'impero achemenide e lo stesso Egitto.

In tale situazione la posizione egiziana non poté che essere quella di allearsi con chiunque fosse avversario della Persia. L'alleanza con Sparta che esisteva durante il regno di Neferite I venne meno in seguito al progressivo ritiro della città greca dalla guerra. Così nel 389 a.C. Hakor si unì all'alleanza Atene-Cipro, citata anche nella commedia Pluto di Aristofane.

La situazione tornò critica nel 386 a.C. con stipulazione della pace di Antalcida, un trattato di neutralità tra le polis e l'impero achemenide; in pratica, l'Egitto e Cipro rimasero i soli avversari di Artaserse II. Per anni Hakor resistette con successo ai tentativi di invasione persiani, forte di una grande flotta e di mercenari greci condotti dal valente stratego ateniese Cabria.

Nel 383 a.C. i Persiani interruppero la campagna d'Egitto che non stava approdando a nulla, concentrandosi piuttosto contro Cipro ed il suo re, Evagora I, che approfittando dello sforzo bellico persiano diretto altrove stava consolidando il suo dominio marittimo ed era giunto ad espandere la sua influenza sulle coste fenicie. La flotta cipriota venne sconfitta da quella persiana ed Evagora si recò da Hakor a chiedere aiuto; non riuscendo ad ottenerlo, ad Evagora non rimase che tornare a Salamina in Cipro, stipulare una pace separata con il Gran Re e divenirne vassallo.
Hakor morì dopo circa 14 anni di regno nel 380 a.C. lasciando il trono al figlio Neferite II, mentre già da tempo Nectanebo, principe di Sebennito e futuro fondatore della XXX dinastia, fomentava sommosse e disordini allo scopo di prendere il potere. Di tali eventi rimane testimonianza nella Cronaca Demotica che citando Hakor riporta "...perché era munifico verso templi..." per motivare la lunghezza del regno e "...perse il trono perché trascurò le leggi e si disinteressò ai suoi fratelli..." per giustificare gli eventi che seguirono.
Con Hakor ci fu un ritorno ad un'attività edilizia significativa – come non succedeva in Egitto ormai da molto tempo – dimostrata anche dalla riapertura delle cave di pietra (tra cui le celebri cave di Tura): importanti testimonianze di questi lavori ci sono giunte da Karnak, Medinet Habu, Elefantina, Tod, Nag el-Madamud, nel Serapeo di Saqqara e nell'oasi di el-Kharga.

## Titolatura
| G5 |

| G5 |

| O29V | F34 | N36 · N17 · N17 |

| O29V | F34 | N36 · N17 · N17 |

| O29V | F34 | N36 · N17 · N17 |

| O29V | F34 | N36 · N17 · N17 |

| O29V | F34 | N36 · N17 · N17 |

| O29V | F34 | N36 · N17 · N17 |

| O29V | F34 | N36 · N17 · N17 |

| O29V | F34 | N36 · N17 · N17 |

| G16 |

| G16 |

| N29 · N35 | Z9 · D40 |

| N29 · N35 | Z9 · D40 |

| G8 |

| G8 |

| s | R4 · t · p | R8A |

| s | R4 · t · p | R8A |

| M23 · X1 | L2 · X1 |

| M23 · X1 | L2 · X1 |

| N5 | C10 | ib |

| N5 | C10 | ib |

| N5 | C10 | ib |

| N5 | C10 | ib |

| N5 | C10 | ib |

| N5 | C10 | ib |

| N5 | C10 | ib |

| N5 | C10 | ib |

| G39 | N5 |

| G39 | N5 |

| O4 | W11 | E23 |

| O4 | W11 | E23 |

| O4 | W11 | E23 |

| O4 | W11 | E23 |

| O4 | W11 | E23 |

| O4 | W11 | E23 |

| O4 | W11 | E23 |

| O4 | W11 | E23 |